# Heidenheim (Baviera)
Heidenheim è un comune tedesco di 2 479 abitanti, situato nel land della Baviera.

## Storia
Nel 752 i fratelli san Vunibaldo e san Villibaldo fondarono nel territorio di Heidenheim un monastero maschile, del quale Vunibaldo fu il primo abate. Alla morte di Vunibaldo, avvenuta nel 761, la sorella, santa Valpurga, ne fece un monastero doppio, che divenne famoso con il nome di Monastero di Heidenheim, del quale ella stessa divenne la prima badessa, con autorità sia sulla parte femminile che su quella maschile.